# Daniel Große Boymann

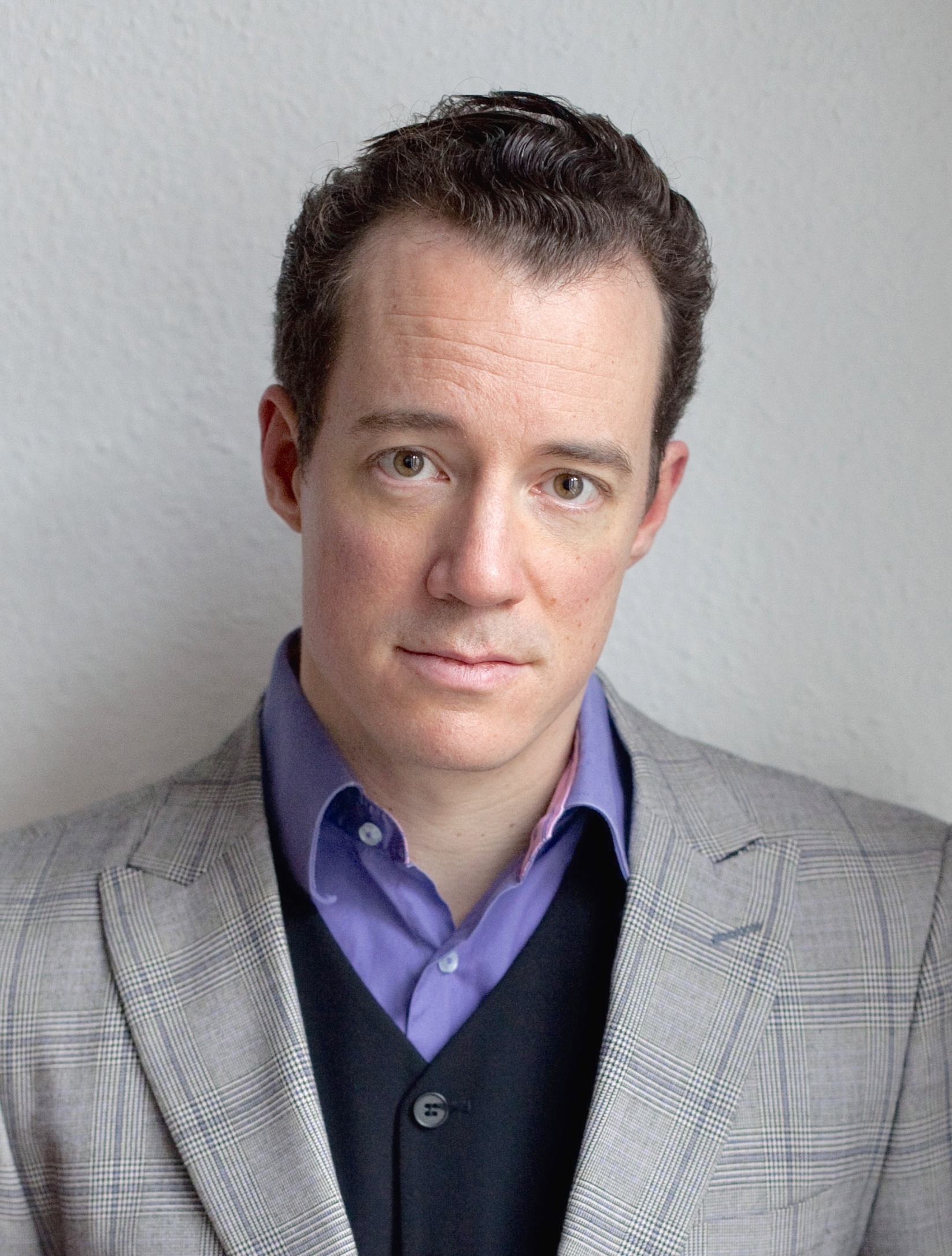
Daniel Große Boymann (2012)

Daniel Große Boymann (* 19. Mai 1976 in München) ist ein deutscher Schauspieler, Autor, Übersetzer, Musiker und Regisseur.

## Leben
In Eichenau aufwachsend, besuchte er in München zunächst das musische Pestalozzi-Gymnasium und danach das Erasmus-Grasser-Gymnasium. Anschließend absolvierte er an der Wiener Musikuniversität eine Ausbildung zum Musicaldarsteller. Er lebt seither in Wien und ist überwiegend freiberuflich tätig. Einige der Bereiche, in denen er heute tätig ist, erschloss er sich weitestgehend autodidaktisch.
Daniel Große Boymann ist seit 2008 mit der Opernsängerin Magdalena Anna Hofmann verheiratet.

## Tätigkeitsbereiche

### Schauspieler/Sänger
Bereits während seiner Zeit als Schüler des Pestalozzi-Gymnasiums wirkte er in zwei Kinderopern mit (Hans Werner Henzes Pollicino im Prinzregententheater München sowie Benjamin Brittens Let’s Make an Opera im Münchner Marstall).
Nach seiner Ausbildung spielte er zunächst am Wiener Metropol, danach in Wien u. a. am Theater Akzent, an der Wiener Volksoper, dem stadtTheater walfischgasse, dem Kabarett Simpl und am Theater Center Forum. Weitere Stationen waren u. a. das Stadttheater Klagenfurt, das Stadttheater Baden, das Theater im Hof, Enns, in Deutschland das Bremer Theater, das Schlossparktheater Berlin, das Theater Paderborn, die beiden Häusern der Schauspielbühnen Stuttgart, in Frankfurt das Fritz Rémond Theater sowie die Komödie, das Contra-Kreis-Theater Bonn, die Komödie am Altstadtmarkt in Braunschweig u. a., außerdem das Théâtre National du Luxembourg. Mit der Konzertdirektion Landgraf war er mehrmals auf Tournee, zuletzt mit einer Bühnenadaption des Günter-Grass-Romans Die Blechtrommel.
Häufig wird er in Doppelfunktion als Schauspieler/Sänger und zugleich Pianist/musikalischer Leiter eingesetzt.
Vor der Kamera stand er für diverse Kurzfilme und Werbespots, sowie u. a. 2015 für die TV-Serie SOKO Donau.

### Autor/Übersetzer
2004 übernahm er von Alexander Kuchinka die Leitung der Klagenfurter Sommerbühne scherzo und begann das Schreiben eigener Musiktheaterstücke, die ebenda auch zur Aufführung kamen: figaro (2004), Odysseus fährt irr (2005), Rössl – rejodelt! (2006) und piano&forte (2007).
Gemeinsam mit Thomas Kahry schrieb er das Theaterstück Spatz und Engel, das 2013 zunächst in gekürzter Form als szenische Lesung am Wiener Burgtheater aufgeführt wurde und anschließend aufgrund des großen Erfolges in den Spielplan übernommen wurde, sich dort 6 Spielzeiten und über 70 Aufführungen lang hielt und in Graz, Bozen und Meran gastierte. Im Herbst 2015 entstand in der Schweiz eine Tourneeproduktion des kompletten Stückes. Seither gab es weitere Produktionen u. a. in Brno, Gießen, Detmold, Frankfurt und Berlin. 2018 erfolgte die Erstaufführung der englischen Fassung The Angel And The Sparrow am Segal Centre in Montreal, die Produktion wurde unter dem geänderten Titel Piaf/Dietrich - A Legendary Affair 2019/20 bei Mirvish Productions in Toronto gespielt.
Für die Brüder Grimm Festspiele Hanau 2020 schrieb er gemeinsam mit Marian Lux eine Musicalfassung von Das tapfere Schneiderlein, die kurz vor Probenstart Covid-19-bedingt auf 2021 verschoben wurde.
2010 schrieb er für den Gallissas-Verlag eine komplett neue Übersetzung des Monty Python Musicals Spamalot, die seither erfolgreich an zahlreichen deutschsprachigen Theatern umgesetzt wurde. (u. a. Schauspielhaus Bochum, Badisches Staatstheater Karlsruhe, Tiroler Landestheater Innsbruck, Theater am Hechtplatz Zürich, St. Pauli Theater Hamburg, Salzburger Landestheater, Freilichtspiele Tecklenburg ...)
Weitere von ihm übersetzte Musicals sind u. a. Dogfight – Ein hässliches Spiel (Dogfight) von Benj Pasek und Justin Paul, Nur noch bis morgen (Tomorrow Morning) von Laurence Mark Wythe, Die Geschichte meines Lebens (The Story of My Life) von Neil Bartram und Brian Hill und Liebe, Mord und Adelspflichten (A Gentleman’s Guide To Love And Murder) von Steven Lutvak und Robert L. Freedman. Für Stage Entertainment übersetzte er zuletzt das Cirque-Du-Soleil-Musical Paramour.

### Musiker/Arrangeur
Daniel Große Boymann erlernte die Instrumente Geige und Klavier und setzt vor allem letzteres häufig bei Theaterproduktionen ein. Er sang mehrere Jahre in verschiedenen Chören, u. a. dem von seinem Vater Heinz Große Boymann langjährig geleiteten Philharmonischen Chor Fürstenfeld oder auch der Münchner a cappella Formation VoicesInTime.
Für die Produktion Wenn der Wind weht – Comedian Harmonists mal 2 von Sam Madwar und Robert Kolar transkribierte er die Originalarrangements der Comedy Harmonists und übernahm auch die Einstudierung sowie die Rolle des Pianisten. Am Stadttheater Baden arrangierte er die Zwischenaktmusiken für die Operette Casanova für diverse Auftritte einer den Comedian Harmonists nachempfundenen Sängergruppe, studierte diese ein und sang selbst mit. Auch im Theater Paderborn spielte er den Pianisten der Comedian Harmonists, Erwin Bootz. Für die CD Die Liebe kommt, die Liebe geht der Berlin Comedian Harmonists arrangierte er zwei Nummern.
Am Stadttheater Klagenfurt erstellte er neue Arrangements für Thomas Pigors Kindermusical Cinderella und fungierte als musikalischer Leiter. Er leitete u. a. auch die deutschsprachige Erstaufführung des Musicals Das Cabaret der verlorenen Seelen von Christian Siméon und Patrick Laviosa im Stadttheater Walfischgasse in Wien, eine Produktion des Musicals Tick, Tick… BOOM! im Theater Sellawie in Enns, die Produktion Kohlhaas 21 am Alten Schauspielhaus Stuttgart sowie die Uraufführung des NDW-Musicals Fred vom Jupiter von Wolfgang Adenberg am Contra-Kreis-Theater Bonn. Am Theater im Hof in Enns wirkte zuletzt er mehrfach als musikalischer Leiter, Arrangeur oder Komponist sowie zugleich Darsteller und Musiker mit.

### Regisseur
In den Jahren 2004 bis 06 inszenierte Daniel Große Boymann seine im Rahmen der Klagenfurter Sommerbühne scherzo entstandenen Stücke selbst. 2017 inszenierte er am Fritz Rémond Theater Frankfurt Spatz und Engel. Diese Produktion ging 2020 mit dem Tourneetheater Thespiskarren auf Tour. Für das Klassik am Dom Festival Linz schrieb und inszenierte er gemeinsam mit Alexander Kuchinka eine konzertante Fassung der Operette Die lustige Witwe. An der Musik und Kunst Privatuniversität der Stadt Wien entstand im gleichen Jahr unter seiner Regie eine Neufassung von Odysseus fährt irr.

## Bisherige Arbeiten

### Rollen (Auswahl)
- 2019: Sommerfrische! (Iris Harter nach Carlo Goldoni): Leonardo
- 2018: End of the rainbow (Peter Quilter): Anthony
- 2017: Das Mädl aus der Vorstadt (Johann Nestroy): Schnoferl
- 2016: Der varreckte Hof (Georg Ringsgwandl): Günter
- 2015–2018: Die Blechtrommel (Volkmar Kamm nach Günter Grass): Scheffler / Kobyella / Kuchen
- 2014: Die Geschichte meines Lebens (Neil Bartram / Brian Hill): Thomas Weaver
- 2012: Dienstags bei Morrie (Mitch Albom / Jeffrey Hatcher): Mitch
- 2012: Veronika der Lenz ist da – Comedian Harmonists (Gottfried Greiffenhagen): Erwin Bootz
- 2011–2014: Komiker aus Versehen (Tilmann von Blomberg): Daniel
- 2011: Der Graf von Luxemburg (Franz Lehár / Bodanzky, Stein, Willner): Julius Shulman
- 2009: Irma la Douce (Marguerite Monnot / Alexandre Breffort): Nestor
- 2009: Geschichten aus dem Wiener Wald (Ödön von Horváth): Alfred
- 2007: Glorious! (Peter Quilter): Cosme McMoon

### Bücher/Übersetzungen (Auswahl)
- 2020: Buch, Das tapfere Schneiderlein (mit Marian Lux)
- 2019: Übersetzung, Paramour (Cirque du Soleil)
- 2019: Übersetzung, Liebe, Mord und Adelspflichten (A Gentleman’s Guide To Love And Murder, von Steven Lutvak und Robert L. Freedman)
- 2016: Dogfight (von Benj Pasek, Justin Paul und Peter Duchan)
- 2014: Übersetzung, Prominent (Celebrity, von Peter Quilter)
- 2013: Übersetzung, Die Geschichte meines Lebens (The Story of My Life, von Neil Bartram und Brian Hill)
- 2012: Buch, Spatz und Engel (mit Thomas Kahry)
- 2011: Übersetzung, Monty Python’s Spamalot (von Eric Idle & John DuPrez)
- 2007: Buch, piano & forte (mit Alexander Kuchinka)
- 2007: Buch, Der Besuch des Schahs (mit Alexander Kuchinka)
- 2006: Buch, Rössl – rejodelt! (mit Alexander Kuchinka)
- 2005: Buch, Odysseus fährt irr (mit Alexander Kuchinka)
- 2004: Buch, figaro (mit Sabri Tuluğ Tırpan, Sam Madwar)

### Musikalische Tätigkeiten (Auswahl)
- 2016–2019: musikalische Leitung, Arrangements, Klavier, Geige: Der varreckte Hof, Das Mädl aus der Vorstadt, Der Held aus dem Westen, (auch Komposition) Sommerfrische! für das Theater im Hof, Enns
- 2015–2018: musikalische Leitung, Arrangements, Klavier: Die Blechtrommel (diverse Theater)
- 2014: musikalische Leitung, Keyboards: Tick, Tick… BOOM! (Theater Sellawie, Enns)
- 2013: Zwei Arrangements: CD Die Liebe kommt, die Liebe geht (Deutsche Grammophon)
- 2011: musikalische Leitung und Arrangements: Kohlhaas 21 (Stuttgart, Altes Schauspielhaus)
- 2011–2014: musikalische Leitung, Arrangements, Klavier: Komiker aus Versehen (diverse Theater)
- 2010–2020: Arrangements und Klavier: Noch’n Gedicht – die Heinz Erhardt Revue (diverse Theater)
- 2008: musikalische Leitung, Klavier, Geige: Cinderella (Stadttheater Klagenfurt)
- 2005: musikalische Leitung, Keyboards: Fred vom Jupiter (Contra-Kreis-Theater Bonn)
- 2003: musikalische Leitung, Arrangements, Klavier: Wenn der Wind weht – Comedian Harmonists mal 2 (ORF-Theater, Klagenfurt)
- 2002: musikalische Leitung: Lucky Stiff – Tot aber glücklich (Liegl-Garage, Klagenfurt)

### Regiearbeiten (Auswahl)
- 2004: figaro (scherzo, die Klagenfurter Sommerbühne)
- 2005: Odysseus fährt irr (scherzo, die Klagenfurter Sommerbühne)
- 2006: Rössl - rejodelt! (scherzo, die Klagenfurter Sommerbühne)
- 2017: Spatz und Engel (Fritz Rémond Theater, Frankfurt)
- 2018: Die lustige Witwe (Klassik am Dom/Rheingau Musik Festival)
- 2018: Odysseus fährt irr (MuK-Theater, Wien)